# 岡村初博
岡村 初博（おかむら はつひろ、1924年（大正13年）1月23日 - 2014年（平成26年）1月5日）は、日本の政治家。三重県津市長（5期）。

## 来歴
三重県出身。津市市議会議長をしていた岡村末次郎の長男として生まれる、旧制津中学から旧制第八高等学校を経て、軍事色が強まった昭和１７年９月東京帝国大学文学部西洋史学科に入る。東京帝国大学では野球部に入り東京六大学野球に打ち込んだ。近鉄バッファローズの監督になった立教大学野球部の西本幸雄と練習試合を行う。慶應義塾大学野球部の別当薫とも試合をしている。帝国大学在学中学徒動員で昭和１８年に出征、日本帝国陸軍中部第三十八部隊に入隊、東満州に出兵した。昭和20年８月関東軍の主力が内地防衛のため帰国した中、8月12日牡丹江衛門を出て行軍した。その後シベリアに抑留される。シベリアでは12時間労働を強制されるが、ソ連軍責任者に直談判を行いノルマ達成後の自由時間を獲得した。
帰国後、日本通運に入り、労組支部書記長となる。昭和24年10月24日、三重子（旧姓:小宮）と結婚をしている。母校の県立津高等学校野球部の監督として夏の甲子園出場を果たしている。尚、阪神タイガース代表をしていた小津正次郎は旧制中学時代からの友人である。
1963年に津市議を1期、1967年から三重県議を2期務めた後、1974年津市長に就任した。市長時代には、市庁舎移転、津駅前再開発　中勢バイパス、サイエンスパーク、片田工業団地、セントレアへの高速船プロジェクトである津なぎさプロジェクト等の建設を進め、ブラジル・オザスコ市、中国・鎮江市との姉妹都市締結も行った。市長を5期務め、1994年の市長選にも出馬に意欲を示していたが、病気のため断念した。同年勲三等旭日中綬章受章。2014年死去。